# Lubasz (województwo małopolskie)
Lubasz – wieś w Polsce, położona w województwie małopolskim, w powiecie dąbrowskim, w gminie Szczucin.
W latach 1975–1998 miejscowość administracyjnie należała do województwa tarnowskiego.

## Integralne części wsi
| SIMC    | Nazwa         | Rodzaj                          |
| ------- | ------------- | ------------------------------- |
| 0830718 | Budy          | przysiółek wsi                  |
| 0830724 | Bukowiec      | przysiółek wsi                  |
| 0830730 | Czajków       | część wsi                       |
| 0830747 | Kocielina     | część wsi                       |
| 0830753 | Podlesie      | część wsi                       |
| 0830760 | Rędzina       | część wsi                       |
| 1049008 | Stary Folwark | część wsi (zniesiona w 2023 r.) |
| 0830776 | Zalesie       | przysiółek wsi                  |

## Osoby związane z miejscowością
- Andrzej Gawroński – biskup krakowski
- Jan Wiślicki – ksiądz, profesor prawa kanonicznego, dziekan Wydziału Prawa i Nauk Społeczno-Ekonomicznych Katolickiego Uniwersytetu Lubelskiego